# Norman Jewison

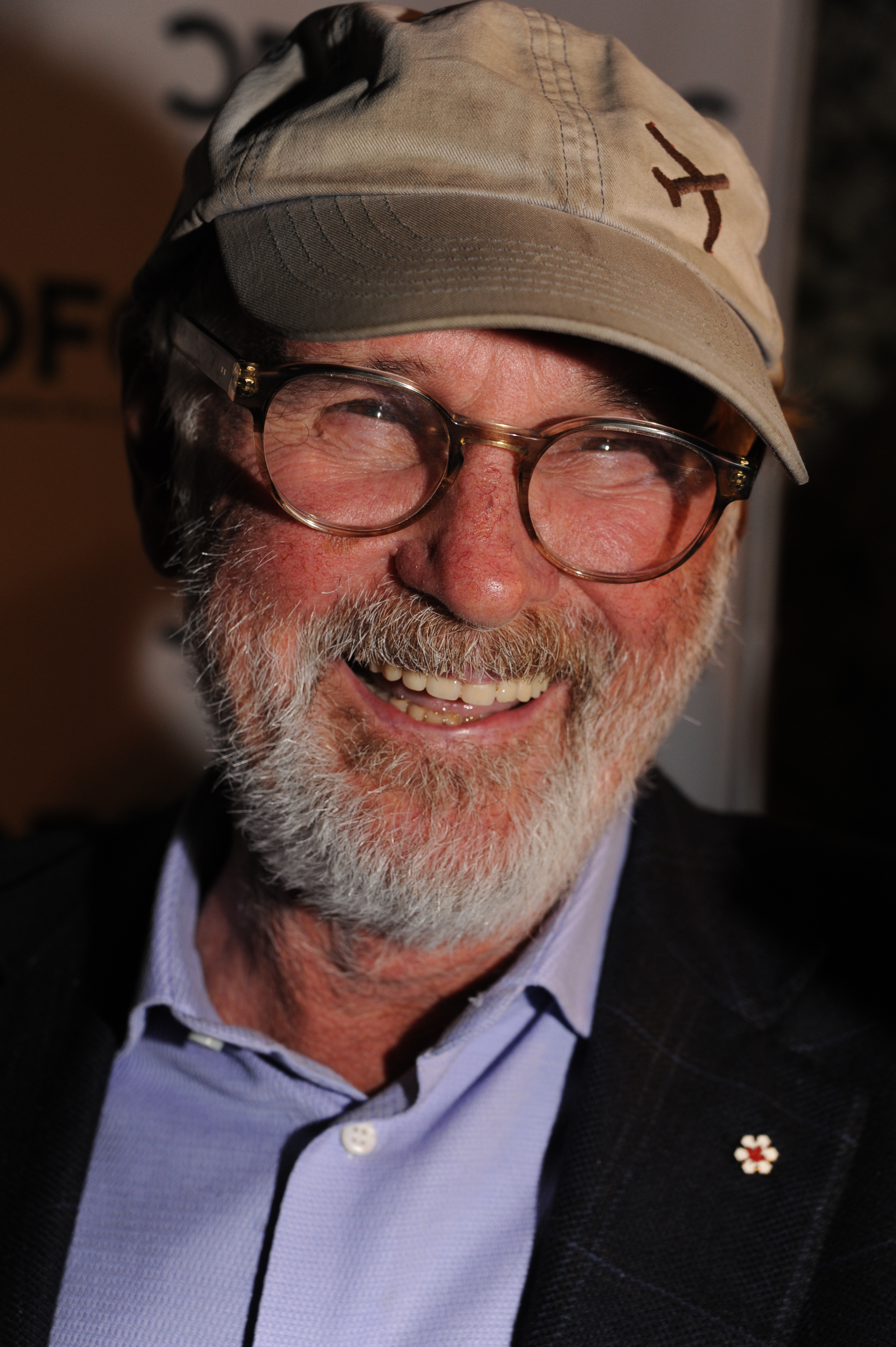
Norman Jewison (2012)

Norman Jewison, CC, O.Ont (* 21. Juli 1926 in Toronto, Ontario; † 20. Januar 2024 in Malibu, Kalifornien, Vereinigte Staaten) war ein kanadischer Filmregisseur und Filmproduzent. Er inszenierte in verschiedenen Genres erfolgreiche Filme wie In der Hitze der Nacht, Anatevka, Mondsüchtig und Hurricane.

## Leben
Norman Jewison zog nach dem Studium in Toronto zunächst nach London, wo er begann, Drehbücher zu schreiben. Von 1952 bis 1958 produzierte er Fernsehshows für das kanadische Fernsehen. Als Spezialist für Unterhaltungsshows wechselte er an den Broadway nach New York. Für das US-amerikanische Fernsehen inszenierte Jewison Anfang der 1960er Jahre populäre Shows wie die Judy Garland Show.
1962 gab Jewison sein Debüt als Kinoregisseur, mit dem Film Ein Rucksack voller Ärger mit Tony Curtis in der Hauptrolle. Darauf folgten mit Was diese Frau so alles treibt (1963) und Schick mir keine Blumen (1964) zwei Filmkomödien mit Doris Day. In den folgenden 40 Jahren drehte er zahlreiche weitere Hollywood-Filme, die teils mit bedeutenden Auszeichnungen bedacht wurden. Sein Rassismusdrama In der Hitze der Nacht, in dem die von Sidney Poitier und Rod Steiger verkörperten Hauptfiguren einen Mordfall aufklären, etablierte Jewison als ambitionierten Regisseur und wurde 1968 mit dem Oscar als Bester Film ausgezeichnet. Ebenfalls 1968 drehte er das berühmte Heist-Movie Thomas Crown ist nicht zu fassen mit Steve McQueen.
In der Folge war Jewison in verschiedenen Genres erfolgreich: Auf die populären Musicalverfilmungen Anatevka (1971) und Jesus Christ Superstar (1973) folgte Rollerball (1975), der den Saturn Award als bester Science-Fiction-Film erhielt. Er drehte gesellschaftsbewusste Filme wie F.I.S.T. – Ein Mann geht seinen Weg (1978) mit Sylvester Stallone und … und Gerechtigkeit für alle (1979) mit Al Pacino. Einen seiner wohl beliebtesten Filme drehte Jewison 1987 mit der Liebeskomödie Mondsüchtig, der seiner Hauptdarstellerin Cher sowie Olympia Dukakis als Nebendarstellerin jeweils den Oscar einbrachte. Die bereits aus In der Hitze der Nacht bekannte Thematik des Rassismus gegenüber Afroamerikanern griff er in seinen Filmen Sergeant Waters – Eine Soldatengeschichte (1984) und Hurricane (1999) nochmals auf, auch diese erfuhren überwiegend positive Resonanz. Sein letzter Film war 2003 das Drama The Statement mit Michael Caine in der Rolle eines alten Kriegsverbrechers, als Grundlage diente der gleichnamige Roman von Brian Moore.

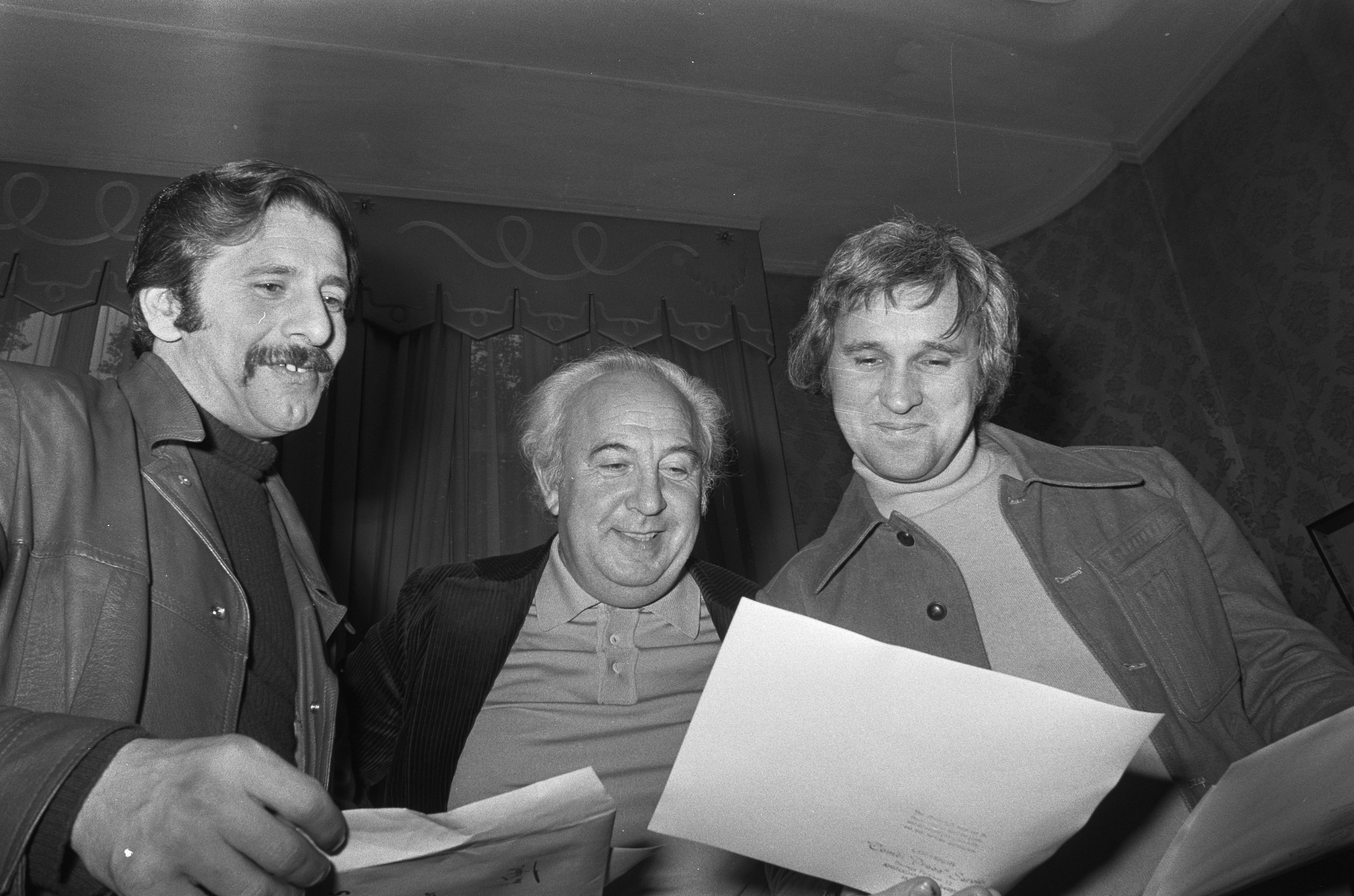
Jewison (rechts) mit den Schauspielern Chaim Topol und Lex Goudsmit (1971)

1986 gründete Jewison in Toronto die Filmhochschule Canadian Film Centre, wo er auch als Professor tätig war. Er war von 1953 bis zu ihrem Tod im Jahr 2004 mit Margaret Ann Dixon verheiratet; das Paar hatte drei Kinder. In zweiter Ehe war er mit Lynne St. David verheiratet. Jewison starb am 20. Januar 2024 im Alter von 97 Jahren.

## Stil
Roger Ebert bezeichnete Jewison 2003 als „Meister-Handwerker“, der sich in verschiedenen Genres wie Gesellschaftsdrama, Musical oder Komödie bewiesen habe und insbesondere für seine Rassismusdramen Anerkennung fand. Obgleich seine Arbeit mit etablierten Stars und die geschliffene Herstellung seiner Filme ihn eindeutig als Hollywood-Regisseur auswiesen, habe er sich dennoch seine Eigenständigkeit zumeist bewahren können und sei kaum aktuellen Trends hinterhergelaufen. Die Dichte an Qualität unter seinen Filmen sei „ungewöhnlich hoch“, wobei er auch „schrullige, persönlichere Projekte“ habe realisieren können.

## Auszeichnungen
Für seine Filme wurde Norman Jewison insgesamt siebenmal für einen Oscar nominiert, ohne ihn jedoch zu gewinnen: Dreimal war er in der Kategorie Beste Regie nominiert (für In die Hitze der Nacht, Anatevka und Mondsüchtig), außerdem viermal als Produzent für den Besten Film (für Die Russen kommen! Die Russen kommen!, Anatevka, Sergeant Waters und Mondsüchtig). Schließlich wurde er 1998 mit dem renommierten Irving G. Thalberg Memorial Award geehrt, einer Sonderauszeichnung der Academy für das Lebenswerk von Filmschaffenden.
Zu seinen weiteren Auszeichnungen zählen unter anderem ein Silberner Bär bei der Berlinale für seine Regie bei Mondsüchtig, ein BAFTA Award und ein David di Donatello. Außerdem war er dreimal für Golden Globe Awards nominiert. 2009 wurde ihm der DGA Lifetime Achievement Award zugesprochen.

## Filmografie (Auswahl)
Regisseur
- 1962: Ein Rucksack voller Ärger (40 Pounds of Trouble)
- 1963: Was diese Frau so alles treibt (The Thrill of It All)
- 1964: Schick mir keine Blumen (Send Me No Flowers)
- 1965: Bei Madame Coco (The Art of Love)
- 1965: Cincinnati Kid (The Cincinnati Kid)
- 1966: Die Russen kommen! Die Russen kommen! (The Russians Are Coming the Russians Are Coming)
- 1967: In der Hitze der Nacht (In the Heat of the Night)
- 1968: Thomas Crown ist nicht zu fassen (The Thomas Crown Affair)
- 1969: Gaily, Gaily
- 1971: Anatevka (Fiddler on the Roof)
- 1973: Jesus Christ Superstar
- 1975: Rollerball
- 1978: F.I.S.T. – Ein Mann geht seinen Weg (F.I.S.T.)
- 1979: … und Gerechtigkeit für alle (…And Justice for All)
- 1982: Zwei dicke Freunde (Best Friends)
- 1984: Sergeant Waters – Eine Soldatengeschichte (A Soldier’s Story)
- 1985: Agnes – Engel im Feuer (Agnes of God)
- 1987: Mondsüchtig (Moonstruck)
- 1989: Zurück aus der Hölle (In Country)
- 1991: Das Geld anderer Leute (Other Peoples Money)
- 1994: Nur für Dich (Only You)
- 1996: Bogus
- 1999: Hurricane (The Hurricane)
- 2001: Abendessen mit Freunden (Dinner with Friends, Fernsehfilm)
- 2003: The Statement

Produzent
- 1966: Die Russen kommen! Die Russen kommen! (The Russians Are Coming the Russians Are Coming)
- 1968: Thomas Crown ist nicht zu fassen (The Thomas Crown Affair)
- 1969: Gaily, Gaily
- 1970: Der Hausbesitzer (The Landlord)
- 1971: Anatevka (Fiddler on the Roof)
- 1973: Jesus Christ Superstar
- 1974: Begrabt die Wölfe in der Schlucht (Billy Two Hats)
- 1975: Rollerball
- 1978: F.I.S.T. – Ein Mann geht seinen Weg (F.I.S.T.)
- 1979: … und Gerechtigkeit für alle (…And Justice for All)
- 1982: Zwei dicke Freunde (Best Friends)
- 1984: Rückkehr aus einer anderen Welt (Iceman)
- 1984: Sergeant Waters – Eine Soldatengeschichte (A Soldier’s Story)
- 1985: Agnes – Engel im Feuer (Agnes of God)
- 1987: Mondsüchtig (Moonstruck)
- 1989: Im Zeichen der Jungfrau (The January Man)
- 1989: Zurück aus der Hölle (In Country)
- 1991: Das Geld anderer Leute (Other Peoples Money)
- 1994: Nur für Dich (Only You)
- 1996: Bogus
- 1999: Hurricane (The Hurricane)
- 2003: The Statement